# Victorian Railways
Victorian Railways (les chemins de fer du Victoria) était une entreprise de transport ferroviaire, qui fonctionna dans l'État australien du Victoria entre 1859 et 1983. Les premières compagnies ferroviaires de cet État furent des compagnies privées, et lorsque ces compagnies firent faillite ou cessèrent leur exploitation, Victorian Railways fut fondée pour reprendre leurs activités. La plupart des lignes qu'elle exploita étaient à voie large (1 600 mm), quelques-unes cependant, exploitées entre 1898 et 1977, étaient à voie étroite (762 mm). Depuis 1961, la ligne entre Albury et Melbourne est en voie normale (1 435 mm).

## Histoire

### Formation
En 1856, fut créé un ministère des chemins de fer, qui recruta son premier personnel. Le 1er novembre 1883, le « Victorian Railways Commissioners Act » (loi sur les commissaires des chemins de fer victoriens) autorisa la construction, l'entretien et la gestion des chemins de fer de l'État. Le personnel du ministère des chemins de fer fut mis sous l'autorité des commissaires du rail institués par cette loi, formant ce qui allait s'appeler Victorian Railways. Le siège principal s'ouvrit en 1893 au 67 Spencer Street.

### Croissance
Victorian Railways étendit son service à tout l'État, prolongeant même certaines lignes en Nouvelle-Galles du Sud en accord avec les « Border Railways Acts » de 1922, qui autorisaient la construction de voies ferrées transfrontalières. À la fin du XIXe siècle, les chemins de fer furent l'objet d'une surenchère politique permanente, les hommes politiques demandant la construction de lignes nouvelles à des endroits où le trafic ne le justifiait pas. En 1864, il n'existait que 409 km de voie. Le réseau grandit rapidement pour atteindre 4 670 km en 1891, et son maximum, 7 652 km, en 1939. C'est ainsi qu'au début du XXe siècle aucun habitant de l'État, sauf ceux des régions montagneuses, ne se trouvait à plus de 25 km d'une voie ferrée. À partir de la fin des années 1930, la longueur du réseau fut peu à peu réduite par la fermeture de portions non rentables.
L'électrification du réseau de banlieue de Melbourne commença en 1919 et fut achevée en 1930, formant, ce qui fut appelé à l'époque, le plus grand réseau électrique de banlieue au monde. En 1936 la société disposait de 590 locomotives, 38 automotrices, 819 voitures, 716 fourgons,  20.945 wagons. 1937 vit l'introduction du train de passager aérodynamique Spirit of Progress, possédant la climatisation et des voitures construites tout en acier. Des machines diesel apparurent à partir de 1951 avec l'introduction de dix locomotives de manœuvre Victorian Railways Classe F diesel-électriques, suivies en 1952 et 53 par les locomotives de grande ligne Victorian Railways Classe B. Une ligne à voie normale fut construite en 1961, permettant aux trains de circuler pour la première fois entre Sydney et Melbourne, les deux plus grandes cités d'Australie. La dernière locomotive à vapeur fut retirée du service en 1972.
Les enfants de moins de 3 ans étaient autorisés à circuler gratuitement en 3e classe.

### Disparition
En mai 1973, l'application de la loi de 1972, modifiant la loi sur les chemins de fer, confia la direction des chemins de fer, non plus aux commissaires de Victorian Railways, mais à un conseil d'administration (Victorian Railways Board). En 1974, Victorian Railways fut rebaptisé « VicRail », mais la livrée bleu roi et or, utilisée pour le matériel roulant fut conservée jusqu'en 1981. 
Un second changement se produisit en 1983, lorsque VicRail fut divisé en deux entités : le « State Transport Authority » (Service des transports de l'État), chargé de fournir les moyens de transport, routier et ferroviaire, fret et voyageurs, et le « Metropolitan Transit Authority » (Service du transit métropolitain), responsable de la bonne marche du trafic passager de banlieue.
Ces deux organismes fonctionnèrent sous la même appellation, « V/Line », jusqu'à ce que le « Public Transport Corporation » (le Met) soit formé en 1989. Entre 1996 et 1999, V/Line et le Met furent privatisés. « V/Line voyageurs » fut franchisé à National Express Group, qui se retira en 2002. L'ancien « V/Line fret » fut vendu à Freight Victoria et appartient maintenant à Pacific National, l'infrastructure fret entre États de V/Line est contrôlée par Australian Rail Track Corporation, et Connex Melbourne fait fonctionner le réseau ferré de la banlieue de Melbourne.

## Direction
Depuis sa création en 1857 et jusqu'en 1884, la direction du ministère des chemins de fer était attribuée au président du Conseil de l'aménagement du territoire et des Travaux publics. L'adoption du « Victorian Railways Commissioners Act » de 1883 en confia la direction à un conseil de quatre commissaires, responsable devant le ministre des chemins de fer, puis, à partir de 1935, devant le ministre des Transports.
Les commissaires en chef des chemins de fer victoriens furent, :
- Richard Speight: de 1883 à 1892
- Richard Hodge Francis: de 1892 à 1894
- James Syder: de 1894 à 1896
- John Mathieson: de 1896 à 1901
- William Francis Joseph Fitzpatrick: de 1901 à 1903
- Thomas James Tait: de 1903 à 1910
- William Francis Joseph Fitzpatrick: de 1910 à 1915
- Charles Ernest Norman: de 1915 à 1920
- Harold Winthrop Clapp: de 1920 à 1939
- Norman Charles Harris: de 1940 à 1950
- Robert George Wishart: de 1950 à 1955
- Edgar Henry Brownbill: de 1956 à 1967
- George Frederick Brown: de 1967 à 1973

À la suite du rapport Bland de 1972, l'application de la loi de 1972, modifiant la loi sur les chemins de fer, confia, en mai 1973, la direction des chemins de fer, non plus aux commissaires de Victorian Railways, mais à un conseil d'administration des chemins de fer victoriens (Victorian Railways Board). Ce conseil d'administration pouvait compter jusqu'à sept membres, six ayant été nommés à l'origine. Le « Transport Act » de 1983 mit fin  à ce conseil d'administration cette même année.

## Le parc ferroviaire
Pour assurer les services voyageurs et marchandises, Victorian Railways employa une grande variété de locomotives et de matériels roulants, y compris des équipements provenant des compagnies privées à l'origine des premiers chemins de fer victoriens. La majorité du parc ferroviaire était à voie large (1 600 mm), le reste utilisait une voie étroite de 762 mm. Les dernières années virent le passage de la plupart du parc à l'écartement standard de 1 435 mm.
Les premières locomotives qui furent utilisées dans l'État étaient de petites locomotives à vapeur, importées en majorité de Grande-Bretagne. Au cours des années suivantes, des machines plus grandes furent construites localement. L'électrification des trains de banlieue conduisit à l'achat de locomotives électriques, ainsi que de machines plus puissantes, lorsque la grande ligne jusqu'à Traralgon fut électrifiée. Le passage aux locomotives diesel commença en 1951, et la locomotive Classe B révolutionna le service sur les grandes lignes. À part les locomotives de manœuvre classe F, Clyde Engineering avait le monopole des locomotives diesel/électriques du Victoria, en tant que licencié de General Motors EMD pour les machines et moteurs de traction, et autorisé à les inclure dans des carrosseries conçues localement.
Les premiers services passagers furent effectués avec des voitures à compartiments à 4 ou 6 roues, puis, au tournant du siècle, la largeur entre bogies s'accrut. Sur le réseau banlieue de Melbourne furent mises en service des rames automotrices, permettant de simplifier et d'accélérer l'exploitation. Des essais furent faits aussi avec divers types d'autorail sur des réseaux plus petits. À la fin des années 1970, le trafic passager se trouvait réduit, et les plus vieilles voitures en bois approchaient leur mise à la réforme. Comme conséquence, le « New Deal » pour le transport ferroviaire permit l'introduction, à partir de 1981, de voitures modernes métalliques.
Les premiers wagons étaient construits sur des châssis à quatre roues, mais, à partir de 1871, des voitures à bogies commencèrent à faire leur apparition. Les derniers wagons plats à quatre roues furent construits en 1958, mais ils ne furent pas mis au rebut en grand nombre avant les années 1980, quand les wagons à bogies les remplacèrent; en 1987, on comptait 5 000 wagons à bogies. 
Quand, en 1983, Victorian Railways, appelé maintenant VicRail, fut divisé en deux, le « Metropolitan Transit Authority » reçut le parc des automotrices électriques de banlieue, tandis que le « State Transport Authority » prit sous sa responsabilité le reste, afin d'assurer l'exploitation sur les grandes lignes du fret et des passagers.

## Divisions opérationnelles
Victorian Railways fut organisé en un certain nombre de divisions, plusieurs fois redéfinies, ayant chacune ses propres responsabilités. En 1962, on dénombrait :
- Secrétaires: cette division, dirigée par le secrétaire d'État aux chemins de fer, s'occupait de politique, d'administration, de réglementation des transports et des affaires juridiques.
- Matériel roulant: cette division, dirigée par l'ingénieur mécanicien en chef, était responsable de la conception, de la construction, du fonctionnement et de l'entretien de toutes les locomotives et du matériel roulant.
- Voies et Travaux: cette division, dirigée par l'ingénieur génie civil en chef, était chargée de construire et de maintenir en état toutes les infrastructures fixes telles que les voies, les ponts, les gares, la signalisation et la sécurité.
- Trafic: cette division, dirigée par le directeur général du trafic, était responsable du transport ferroviaire et routier des voyageurs et des marchandises.
- Ingénierie électrique: cette division, dirigée l'ingénieur en chef électricien, était chargée de gérer le système électrique du réseau banlieue, ainsi que son alimentation en énergie.
- Comptabilité: cette division, dirigée par le contrôleur des comptes, enregistrait tous les paiements, préparait les budgets, menait les audits, et payait les salaires.
- Commercial: cette division, dirigée par le directeur commercial, fixait les tarifs des marchandises et les prix des billets, recherchait de nouveaux clients, et poursuivait les contrevenants.
- Entrepôts: cette division, dirigée par le contrôleur des entrepôts, recevait tous les marchandises et matériels arrivant, et contrôlait les travaux d'impression de la compagnie.
- Services de restauration: cette division, dirigée par le directeur de la restauration, contrôlait la nourriture, la vente de livres et la publicité dans les gares, ainsi que la boulangerie, la boucherie, la ferme avicole et la blanchisserie des chemins de fer.

## Identification visuelle
Pendant presque tout le XXe siècle, les couleurs bleu roi et or furent le trait distinctif de Victorian Railways. Elles apparurent pour la première fois en 1937 sur l'express Spirit of Progress accompagnant le logo ailé VR, qui prit sa forme définitive, inspirée de celui de la compagnie américaine Erie Railroad, en 1952, lors de l'arrivée des locomotives diesel-électriques classe B. 
Alors que les voitures du Spirit of Progress arboraient les couleurs bleu roi et or, le reste du parc voyageurs portait une livrée rouge plus ordinaire. De nouvelles voitures avec ces couleurs n'apparurent pas avant les années 1950. Les trains de marchandises étaient peints avec un brun rouge légèrement différent, avec des lettres d'identification blanches peintes sur le côté.
En 1961, lors de l'introduction de la voie normale dans le Victoria, Victorian Railways organisa un concours pour trouver « un symbole, un signe ou un slogan » à mettre sur les nouveaux wagons de marchandises de la ligne. Le gagnant fut un étudiant en art de 18 ans, habitant Bentleigh, son logo étant un « VR » stylisé avec des pointes de flèche à ses extrémités. Dans les années 1970, presque tous les véhicules à bogies le portaient, et cela jusqu'en mai 1983, époque du lancement de V/Line.
En 1974, Victorian Railways fut rebaptisé VicRail, avec un nouveau logo dévoilé le 12 avril 1976, mais l'image bleu roi et or fut conservée jusqu'en 1981, année où elle fut remplacée par la « tasse de thé » orange et argent sur les locomotives Comeng et les voitures de voyageurs. Ce fut le dernier habillage, V/Line ayant été lancé en août 1983 avec « un logo en lettres majuscules stylisées, le V et le L étant séparés par un trait profondément cinglant ».

## Trains désignés par un nom
Victorian Railways a exploité un certain nombre de trains repérés par un nom. Il a existé notamment :
- Geelong Flyer
- Great Northern Limited
- The Overland
- The Boat Train
- Spirit of Progress
- The Gippslander
- Intercapital Daylight
- Mildura Sunlight
- Southern Aurora
- The Northener[réf. nécessaire]
- Vinelander
- The West Coaster[réf. nécessaire]
- Fruit Flyer[réf. nécessaire]

Victorian Railways a aussi exploité un certain nombre de trains spécialisés, à l'usage de populations rurales ou isolées. Par exemple : 
- Reso Train
- Better Farming Train
- Train of Knowledge

## Autres fonctions
Dès 1888, Victorian Railways fut un acteur dans le secteur du tourisme par le biais des « Victorian Government Tourist Bureaux » (bureaux de tourisme du gouvernement victorien), jusqu'à ce que ceux-ci soient repris par le gouvernement de l'État en 1959. En 1911, les commissaires de Victorian Railways assumèrent des responsabilités dans la mine de charbon de l'État située à  Wonthaggi.
Victorian Railways exploita également les centrales électriques A et B de Newport, des services de bar dans les trains, la pension de famille du mont Buffalo, des stations-services pour les voyageurs, des transports routiers pour les marchandises et deux lignes de tramway de Melbourne.